# Norma stylistyczna
Norma stylistyczna – przyjęte zasady realizacji możliwości stylistycznych systemu językowego, które są właściwe dla poszczególnych sfer interakcji społecznych.
Norma stylistyczna odróżnia się od normy gramatycznej tym, że jest bardziej elastyczna, jako uzależniona od sytuacji społecznej i związana ze zróżnicowaniem funkcjonalnym języka. Dla normy stylistycznej istotna jest rola, którą pełni język w danym rodzaju interakcji. W przeciwieństwie do norm językowych, które mają charakter ponadindywidualny i podlegają kodyfikacji, norma stylistyczna cechuje się większą nieokreślonością; można ją rozumieć jako pewien zbiór tendencji ekspresyjnych.
Norma stylistyczna daje odbiorcy sygnał, w jaki sposób może zinterpretować tekst (potraktować go jako tekst publicystyczny, dostrzec zabarwienie ironiczne lub żartobliwe). Norma stylistyczna może dotyczyć doboru leksyki, wymowy, ale też sposobu redagowania tekstu, jego objętości itp.
Normy stylistyczne określa się również jako „modele stylizacji”. 